# Universidad de Odesa
La Universidad Nacional Odesa I.I. Méchnikov (en ucraniano: Одеський національний університет імені І. І. Мечникова    ),  ubicada en Odesa, Ucrania, es una de las principales universidades del país. Lleva su nombre en honor al científico judío ruso Iliá Méchnikov, que estudió inmunología, microbiología y embriología evolutiva, y ganó el premio Nobel en 1908. Fue fundada en 1865, mediante un edicto del zar Alejandro II de Rusia que reconvirtió el Liceo Richelieu de Odesa en la nueva Universidad Imperial Novorossiya. En la era soviética, la Universidad pasó a llamarse Universidad Nacional Odesa II Méchnikov (literalmente, "Universidad Nacional de Odesa que lleva el nombre de II Méchnikov"). 
Durante el siglo y medio de su existencia, la Universidad ha adquirido la reputación de ser una de las mejores instituciones educativas de Ucrania. 
La Universidad comprende cuatro institutos, diez facultades y siete consejos especializados. Es famosa por su biblioteca científica, la más grande y antigua de todas las universidades en Ucrania, que alberga 3,6 millones de volúmenes, que van desde el siglo XV hasta la actualidad). 

## Antecedentes

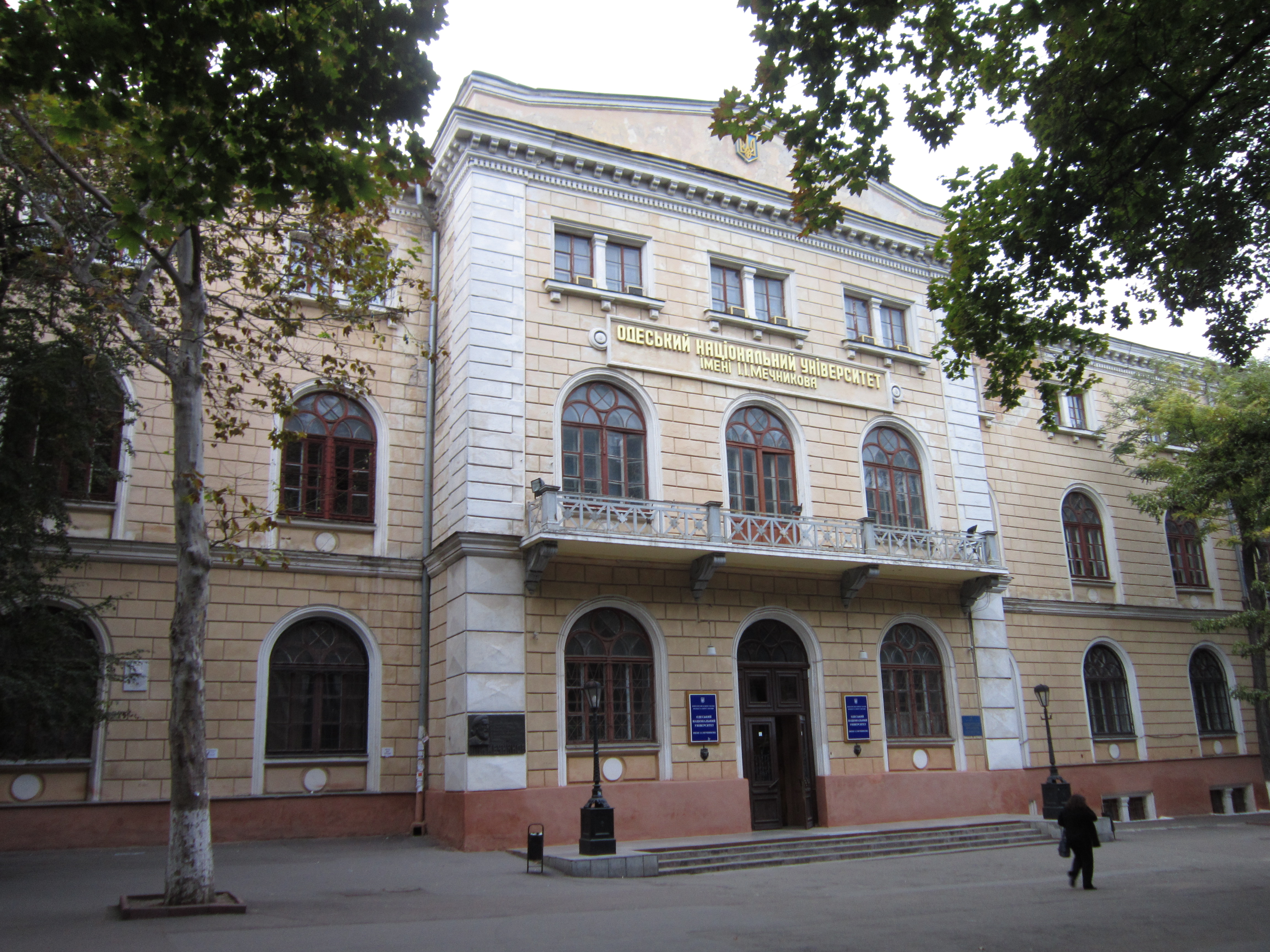
Edificio principal de la Universidad Nacional de Odesa.

La Universidad Nacional Odesa II Méchnikov es una de las más antiguas de Ucrania. Fue fundada en 1865, cuando por el Edicto del zar ruso Alejandro II, el Liceo Richelieu (Рішелівський ліцей, que había existido en Odessa desde 1817) se convirtió en la Universidad Imperial Novorossiya (Nueva Rusia). Toda la vida académica y científica de la universidad, desde el día de su fundación, se rigió por el Estatuto de 1863 que conformó la tradición liberal-democrática de la institución superior, la cual se preservó a pesar de todos los vaivenes de la vida social y política del país. Desde los primeros años de su existencia, la Universidad Imperial Novorossiya se convirtió en un importante centro de ciencia y de capacitación de cuadros científicos y educativos de la región costera al norte del Mar Negro. 
Profesores y científicos de fama mundial han trabajado en la Universidad Imperial Novorossiya durante diferentes épocas de su existencia, incluido el ganador del Premio Nobel II Méchnikov (en cuyo honor la Universidad recibe su actual nombre), los profesores IM Séchenov, AA Kovalevskiy, NF Gamaleya, NY Zelinskiy, DL Mendeléyev, físico GA Gámov, matemático AM Lyapunov, y otros. A través de sus actividades, la Universidad Imperial Novorossiya se convirtió rápidamente en uno de los centros de la cultura de los pueblos ucranianos, rusos y otros que viven en la costa norte del Mar Negro, desempeñando un papel importante en el desarrollo de la ciencia. El primer rector de la universidad fue el profesor IY Sokolov. En diferentes períodos de su historia, la universidad fue encabezada por los profesores PN Lebedyev, A. l. Yurzhenko, AV Bogatskiy, VV Serdyuk, IP Zelinskiy, todos destacados especialistas en diferentes ramas del conocimiento.

## Organización
La universidad está situada en dos partes de la ciudad y ocupa unas 70 hectáreas. Se divide en una serie de facultades que son administradas directamente por la universidad. La universidad consta de diez facultades, cuatro institutos, un colegio, dos "departamentos preparatorios" para ciudadanos de Ucrania y países extranjeros, 15 laboratorios de investigación científica, cinco institutos científicos, departamentos de administración, talleres de formación experimental y nueve residencias de estudiantes, posgraduados y becarios de prácticas. La universidad tiene un complejo de rehabilitación deportiva y de salud con su propio estadio y centro de descanso para los estudiantes, el personal y los invitados de la universidad en el pueblo de Chernomorka. En todas las ubicaciones universitarias hay comedores, cafeterías, bares y centros médicos.

### Departamentos
- Facultad de Biología
- Facultad de Relaciones Internacionales, Política y Sociología.
- Facultad de Economía y Derecho
- Facultad de Geología y Geografía.
- Facultad de Historia y Filosofía
- Facultad de Periodismo, Publicidad y Publicaciones
- Facultad de Matemáticas, Física y Tecnologías de la Información.
- Facultad de Psicología y Trabajo Social
- Facultad de Filología Románica y Germánica
- Facultad de Química

### Otros
- Colegio de Economía y Trabajo Social
- Departamento de preparación universitaria
- Departamento preparatorio para estudiantes internacionales

### Ciencias
- 11 laboratorios de investigación científica
- Jardín botánico de la ONU
- Instituto de Investigación Científica de Física
- Observatorio Astronómico

## Cooperación internacional
La Universidad de Odessa ha participado en la cooperación internacional a nivel regional y global durante los últimos 150 años. Actualmente, la Universidad es miembro de la Asociación Europea de Universidades, la Asociación Mundial de Universidades, el Consejo de Supervisión de Magna Charta, la Asociación Euroasiática de Universidades, la Red de Universidades del Mar Negro, la EUROSCI Network y la Conferencia de Rectores del Danubio.

## Exalumnos notables

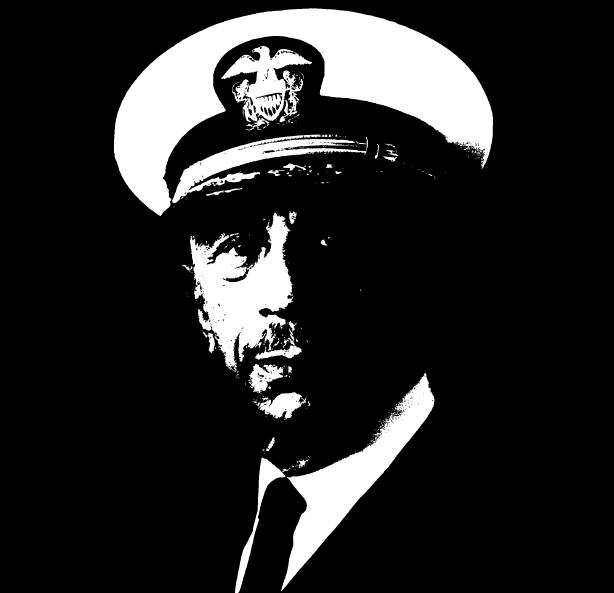
Joshua L Goldberg

- Aleko Konstantínov - fue un destacado intelectual búlgaro que fundó el movimiento turístico en Bulgaria.
- Ali Mohamed Shein - fue el séptimo presidente de Zanzíbar (2010-2020)
- Ion Nistor - fue un destacado historiador y político rumano
- George Gamow, físico teórico y cosmólogo, notablemente uno de los primeros defensores y desarrolladores de la teoría del Big Bang de Lemaître.
- Nikodim Kondakov : historiador ruso, fundó el método moderno en la historia del arte bizantino.
- Mordechai Namir - ministro israelí.
- Oksana Mas - artista ucraniano.
- Mariusz Zaruski - fue general de brigada en el ejército polaco, pionero de la navegación deportiva polaca.
- Serguéi Witte - fue precursor de la primera constitución de Rusia y presidente del Consejo de Ministros (Primer Ministro) del Imperio ruso.
- Iván Séchenov - fue un fisiólogo ruso.
- Nikolái Chebotariov - fue un notable matemático ruso y soviético. Es conocido por el teorema de densidad de Chebotariov.
- Krste Misirkov : es uno de los nombres más destacados en la cultura e historia del norte de Macedonia.
- Joshua L. Goldberg - fue un rabino estadounidense nacido en Bielorrusia, que fue el primer rabino en ser comisionado como capellán de la Marina de los EE. UU. En la Segunda Guerra Mundial (y solo el tercero en servir en la Marina en su historia), el primero en llegar al rango de Capitán de la Armada (el equivalente al Coronel del Ejército), y el primero en retirarse después de una carrera de servicio activo completo.
- Kadish Luz - fue un político israelí que se desempeñó como Ministro de Agricultura entre 1955 y 1959 y  Presidente del Knéset desde 1959 y 1969.
- Vladímir Lipski - fue un científico ucraniano, botánico; miembro de la Academia Nacional de Ciencias de Ucrania (en 1922-1928 - su presidente) y miembro correspondiente de la Academia de Ciencias de la URSS, y el director del Jardín Botánico de la Universidad de Odesa.
- Gherman Pântea - fue posteriormente Director Militar de la República Democrática de Moldavia.
- Alla Dzhioyeva - es una maestra de Osetia del Sur convertida en política, que se desempeñó como Ministro de Educación en 2002–2008.
- Ievguen Streltsov- destacado profesor ucraniano.
- Emmanuil Galitskiy - Miembro del personal original y profesor jefe de física en las Academias del Condado de Bergen.
- Volodýmyr Kedrowsky : líder militar, diplomático, autor y activista ucraniano.
- Piotr Karyshkovsky - historiador soviético ucraniano, numismático, erudito y lexicógrafo.